# Robert Pater
Robert Pater – polski ekonomista, dr hab. nauk społecznych, profesor uczelni i kierownik Katedry Ekonomii i Finansów, Kolegium Zarządzania Wyższej Szkoły Informatyki i Zarządzania z siedzibą w Rzeszowie.

## Życiorys
Jest absolwentem Wyższej Szkoły Informatyki i Zarządzania z siedzibą w Rzeszowie i Politechniki Rzeszowskiej im. Ignacego Łukasiewicza, 18 stycznia 2011 obronił pracę doktorską Cykle koniunkturalne na polskim rynku pracy i ich zakłócenia, 10 czerwca 2020 habilitował się na podstawie pracy zatytułowanej Popyt na pracę: pomiar uwzględniający kapitał ludzki, dynamika w krótkim, średnim i długim okresie oraz problemy dopasowań z podażą pracy.
Awansował na stanowisko adiunkta w Katedrze Ekonomii na Wydziale Administracji i Nauk Społecznych Wyższej Szkole Informatyki i Zarządzania z siedzibą w Rzeszowie. 
Został zatrudniony na stanowisku profesora uczelni i kierownika w Katedrze Ekonomii i Finansów, Kolegium Zarządzania Wyższej Szkole Informatyki i Zarządzania z siedzibą w Rzeszowie.
Był ekspertem w Instytucie Badań Edukacyjnych.